# Playa de San Pedro de La Ribera
La playa de San Pedro de La Ribera se encuentra en el concejo asturiano de Cudillero y pertenece a la localidad española de Soto de Luiña. Está catalogada como Paisaje protegido, ZEPA y LIC, y se enmarca en la Costa Occidental de Asturias.

## Descripción
La playa tiene forma de concha, tiene una longitud de unos 450-460 m y una anchura media de unos 30 m. Su entorno es residencial y con un grado de urbanización y la peligrosidad es medios. Las arenas finas y doradas y tiene bastante asistencia. Los accesos son peatonales o en coche hasta la misma playa y de fácil recorrido. Su entorno es residencial, con un grado medio de urbanización y ocupación alta.
Para acceder a la playa hay que tomar una carretera que parte del centro de Soto de Luiña y va hasta la playa, hasta el propio nivel del mar, en un trayecto de unos dos km totalmente llanos y muy sencillos. En horas de marea baja se encuentran muy buenos lugares de pesca en los extremos de la playa. Tiene la desembocadura del río Esqueiro , que tiene como afluentes los ríos Llantero y El Panizal. Las aguas en la desembocadura son limpias y cristalinas. Tiene un edificio de servicios y en sus bajos hay una necrópolis medieval.
Tiene un conjunto amplio de servicios como camping, duchas, zonas verdes, vigilancia, aparcamiento y servicios, entre otros como son los restaurantes algo más alejados. En cuanto a otros lugares para visitar está un recinto castreño encima de la punta de La Garita. Las actividades más recomendadas son el buceo, el pesca submarina y la deportiva a caña. La playa está catalogada como «Categoría 1» para la práctica del surf. Playa recomendada para toda la familia.